# 아슬란베크 지티예프
아슬란베크 예브도키모비치 지티예프(러시아어: Асланбек Евдокимович Дзитиев, 1982년 8월 27일~)는 러시아의 태권도 선수, 지도자이다. 2000년 하계 올림픽 남자 페더급에 참가했으며 유럽 선수권 대회에서 동메달 1개를 획득했다.

## 수상

### 수훈
- 명예 러시아 체육 명장